# Gornjane
Gornjane (em cirílico:Горњане) é uma vila da Sérvia localizada no município de Bor, pertencente ao distrito de Bor, na região de Timočka Krajina. A sua população era de 1114 habitantes segundo o censo de 2002.

## Demografia
| 1948  | 1953  | 1961  | 1971  | 1981  | 1991  | 2002  |
| ----- | ----- | ----- | ----- | ----- | ----- | ----- |
| 2 061 | 2 126 | 2 093 | 1 875 | 1 705 | 1 446 | 1 114 |